# CW 24tv
CW 24tv – włocławska stacja telewizyjna nadająca program o charakterze lokalnym – m.in. audycje dotyczące aktualnych wydarzeń, w tym cykliczne „Express”, „Kronika policyjna”, „Sonda”, „Co w weekend?” oraz dotyczące historii miasta – emitowano m.in. „Zagadki Historii Włocławka”, „Tajemnice Historii Włocławka”, „Z archiwum państwowego”, „Z wizytą w archiwum państwowym” etc. Nadaje także audycje publicystyczne – „Musisz to wiedzieć”, a nawet ezoteryczne – „Prognoza astrologiczna K. Donarta”; w przeszłości emitowała również audycje na temat zjawisk paranormalnych – „Nie uwierzysz”.
Do 12 lipca 2019 r. telewizja korzystała z usług sieci kablowej Sat Film, ponadto nadawała i nadal nadaje na żywo w Internecie.
Nadawca programu (Maciej Maciak) 13 lipca 2009 r. uzyskał od Krajowej Rady Radiofonii i Telewizji koncesję na rozpowszechnianie programu drogą kablową. Emisję testową rozpoczęto wkrótce po otrzymaniu koncesji, rok później pojawiła się już docelowa ramówka. Założyciel stacji zadecydował o nieprzedłużaniu koncesji, po 10 latach zakończono nadawanie w sieci kablowej. 
Znaczną część wyprodukowanych i wyemitowanych lokalnie materiałów nadawca publikował również w ogólnodostępnym serwisie internetowym YouTube, gdzie zgromadził 81 001 subskrypcji (stan na 21 lipca 2019 roku), niektóre nagrania umieszczał na platformie Dailymotion. W 2024 r. kanał CW24tv na YouTube jest już niedostępny, świeże materiały nadal publikowane są na stronie internetowej telewizji. Jeden z programów ocalał na YouTube, sygnowany jest tam jednak już nie nazwą stacji, tylko imieniem i nazwiskiem autora, który zgromadził ok. 71,5 tys. subskrypcji (stan na początek maja 2025 roku).
Ton publicystyce stacji, jako osoba prowadząca cykl „Musisz to wiedzieć”, nadaje właściciel telewizji – Maciej Maciak, który wielokrotnie próbował swych sił w polityce – w 2006 roku startując w wyborach do Sejmiku Województwa Kujawsko-Pomorskiego z listy Samoobrony Rzeczpospolitej Polskiej, w 2018 i 2024 roku startując jako kandydat bezpartyjny w wyborach na Prezydenta Miasta Włocławka (wtedy jako jedyny nie posiadał wyższego wykształcenia), w 2023 kierując w wyborach parlamentarnych Ruchem Dobrobytu i Pokoju, a w 2025 roku kandydując na urząd prezydenta RP w wyborach prezydenckich z ramienia Ruchu Dobrobytu i Pokoju.

## Kontrowersje
- W 2016 roku Marcin Rey, polski analityk rosyjskiej propagandy i dezinformacji, na łamach polonijnego portalu Jagiellonia.org zarzucił CW 24tv dezinformację[10]. Stacja miała rozpowszechniać rosyjską narrację o wydarzeniach na Ukrainie, podpierając się osobą Konstantina Knyrika – przedstawicielem agencji informacyjnej „News Front”, podlegającej Donieckiej Republice Ludowej[10].

- Zainteresowanie innych mediów stacją CW 24tv wzbudził także odbiegający od standardów dziennikarskich materiał dotyczący dziecięcych lat Adriana Zandberga w Danii, powstały przy okazji relacjonowania wizyty tego polityka we Włocławku[11][12][13].